# Holmtjärnen (Frostvikens socken, Jämtland, 716927-139922)
Holmtjärnen är en sjö i Strömsunds kommun i Jämtland och ingår i Ångermanälvens huvudavrinningsområde. Sjöns area är 0,0756 kvadratkilometer och den är belägen 445 meter över havet.

## Delavrinningsområde
Holmtjärnen ingår i det delavrinningsområde (716962-139930) som SMHI kallar för Ovan None. Medelhöjden är 462 meter över havet och ytan är 1,75 kvadratkilometer. Det finns inga avrinningsområden uppströms utan avrinningsområdet är högsta punkten. Vattendraget som avvattnar avrinningsområdet har biflödesordning 3, vilket innebär att vattnet flödar genom totalt 3 vattendrag innan det når havet efter 338 kilometer. Avrinningsområdet består mestadels av skog (96 procent). Avrinningsområdet har 0,08 kvadratkilometer vattenytor vilket ger det en sjöprocent på 4,4 procent.